# Грош (Румунія)
Грош (рум. Groș) — село у повіті Хунедоара в Румунії. Адміністративно підпорядковане місту Хунедоара.
Село розташоване на відстані 297 км на північний захід від Бухареста, 14 км на південний захід від Деви, 127 км на південний захід від Клуж-Напоки, 122 км на схід від Тімішоари.

## Населення
За даними перепису населення 2002 року у селі проживали 69 осіб, усі — румуни. Усі жителі села рідною мовою назвали румунську.